# Petit Séminaire de Consolation
Le Petit Séminaire de Consolation est un ancien monastère de l'ordre des minimes, protégé au titre des monuments historiques situé à Consolation-Maisonnettes dans le département français du Doubs.

## Localisation
Le petit séminaire est situé dans le cirque de Consolation, sur la commune de Consolation-Maisonnettes. Le monastère occupe l'espace relativement plat situé entre les deux branches formées par la confluence Dessoubre-Lançot.

## Histoire
Un oratoire a été érigé en 1432-1433 pour honorer Notre-Dame de Consolation et des ermites se sont installés dans la vallée sauvage. Au XVIIe siècle, répondant au vœu de sa mère, Ferdinand-François-Just de Rye, marquis de Varambon et seigneur des lieux, décide de fonder à Consolation une maison de religieux de Minimes, l’Ordre rigoureux de saint François de Paule. À sa mort prématurée en 1657, il confie la réalisation du projet à sa femme, Marie-Henriette de Cusance, en souhaitant être inhumé dans la chapelle de Consolation. Le projet est retardé par un procès concernant l'héritage puis par l'attente de l'autorisation du roi d'Espagne qui administre alors la Franche-Comté. Une nouvelle église est cependant construite et consacrée en 1665 : en 1669 on y transfère solennellement les restes du marquis de Varambon, son mausolée majestueux, détérioré à la Révolution et restauré à la fin du XIXe siècle, existe toujours dans une chapelle néo-romane achevée en 1682,. En octobre 1669 la licence de Charles II d'Espagne arrive et les quatre premiers Minimes s'installent en mai 1670. La construction du monastère débute au printemps 1671 grâce aux pierres du château fort de Châtelneuf-en-Vennes détruit pendant la guerre de 10 ans et durera jusqu'en 1673. L'église, quant à elle, est construite en 1682.
Le monastère était à peu près désaffecté à la Révolution française et ne comptait plus que quatre moines quand il a été vendu comme bien national et transformé en dépôt de fourrage. Laissé ensuite à l'abandon , l'ancien monastère, redevenu propriété de l'Église en 1827, a été transformé en petit séminaire en 1833 : il a été fermé en 1906 pour défaut d'élèves avant de rouvrir en 1920, toujours en tant que « petit séminaire » (correspondant aux classes de l'enseignement secondaire) pour former de futurs missionnaires jusqu'à sa fermeture définitive en 1978. Depuis, une Fondation du Val de Consolation gère les lieux et organise des réunions religieuses et des manifestations culturelles.
La chapelle ainsi que les objets d'art qu'elle renferme (mausolée de seigneur de Rye, stalles, tableaux, lambris et chaire à prêcher) font l’objet d’un classement au titre des monuments historiques en 1913.

## Architecture

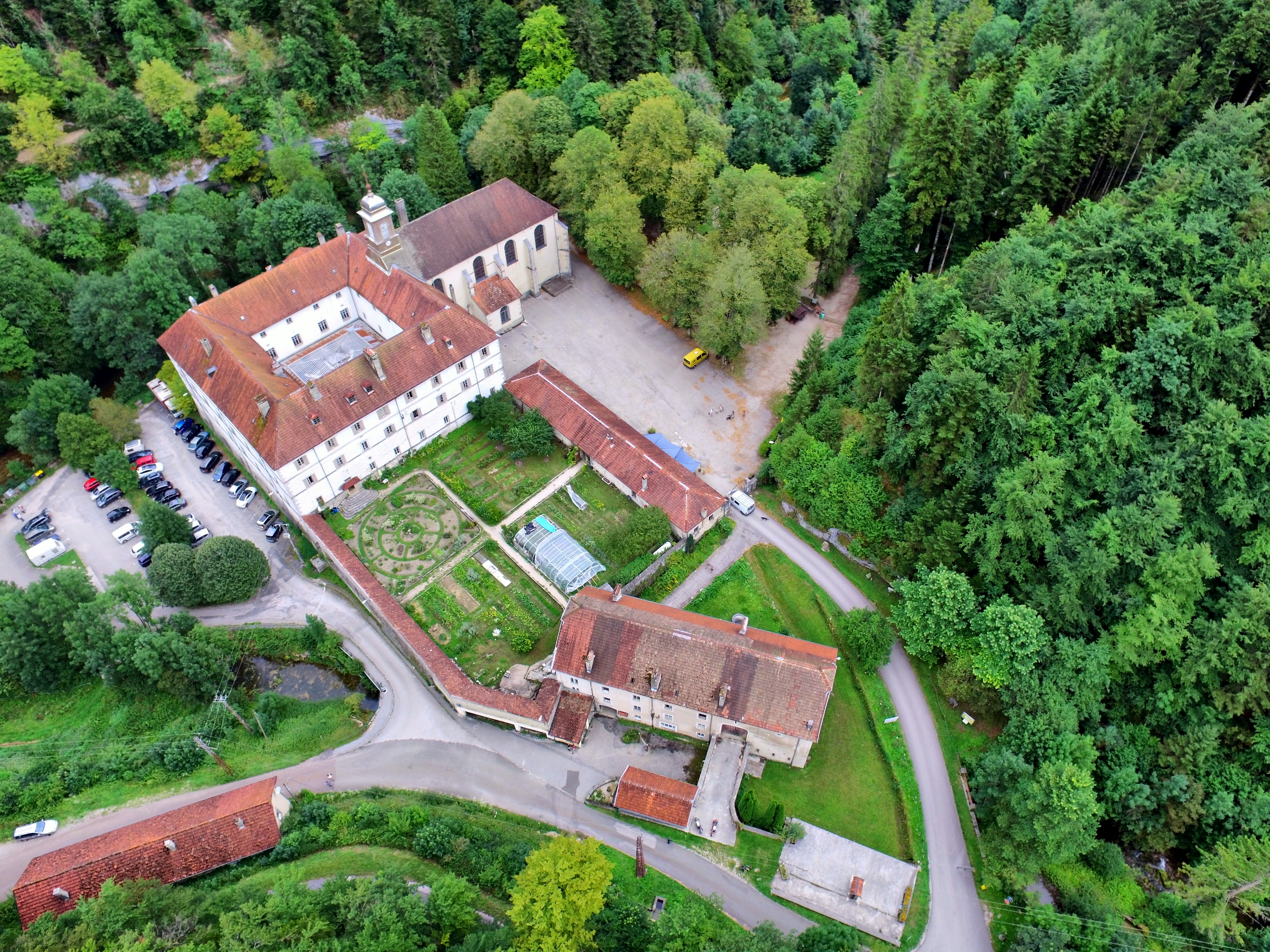
Vue générale du monastère.

Affiche descriptive.

Achevé en 1673, l'édifice forme un carré de 40 mètres de côté dont les bâtiments enferment un cloître central. L’église est imbriquée perpendiculairement au bâtiment sud-est.  Le jardin forme aussi un carré de 40m de côté contigu au bâtiment sud-ouest . Les bâtiments comportaient un étage où se trouvaient 18 cellules alors que le rez-de-chaussée était occupé par la cuisine et les réfectoires  . Les bâtiments transformés au XIXe siècle pour servir de séminaire comporteront deux étages et pourront accueillir plus d'une centaine d 'élèves . Divers aménagements seront entrepris au XIXe siècle dans l'église et le porche en sera restauré en 1899.
La chapelle est à nef unique rythmé par des pilastres doriques, et possède deux petites chapelles. Dans l'une de celles-ci, se trouve le mausolée du seigneur de Rye.
En prolongement du jardin se trouve un bâtiment qui accueillait la communauté des laïcs, appelé la Maison Basse.

## Mobilier

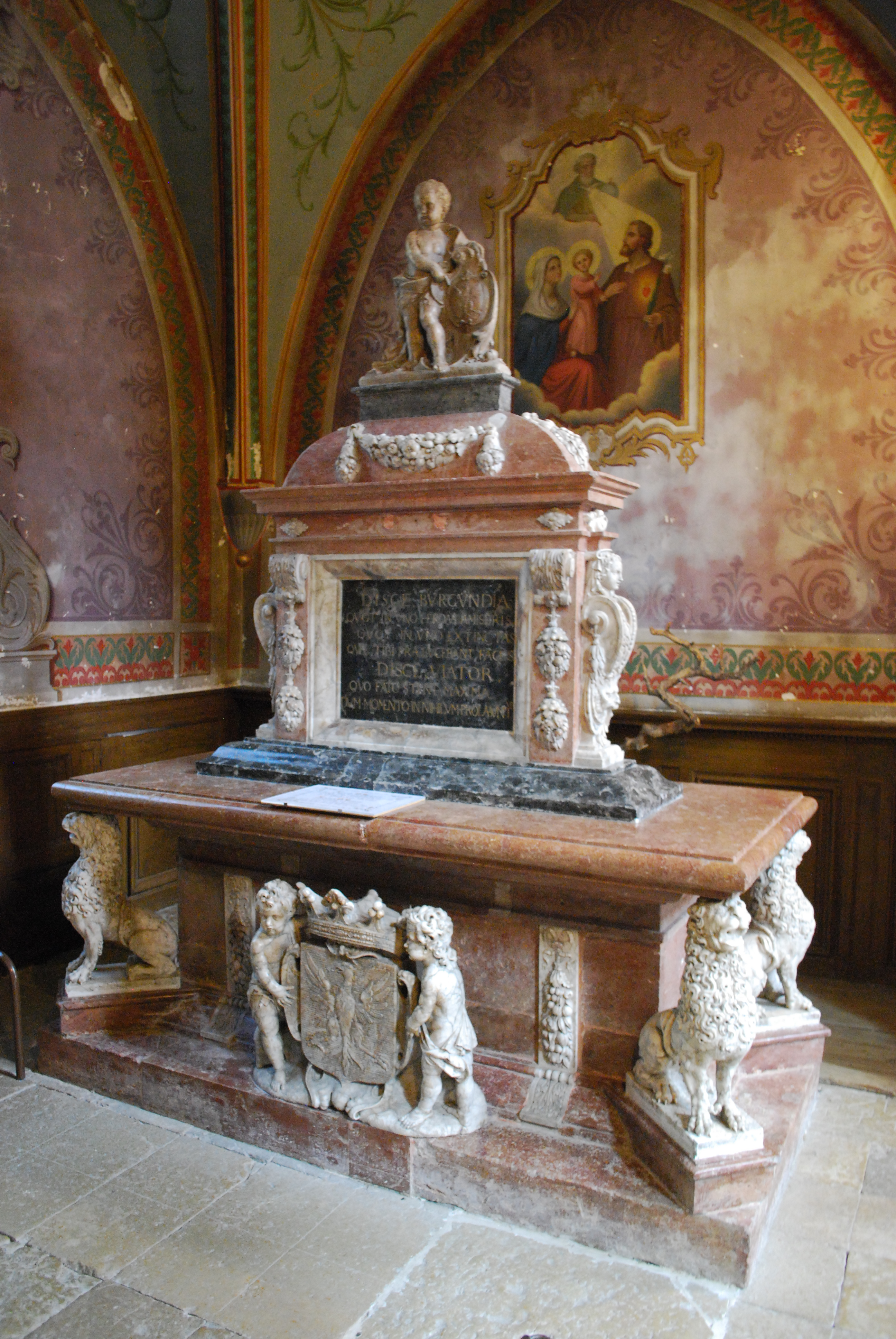
Le mausolée.

Comme cela se faisait au début du XXe siècle, une partie du mobilier de la chapelle a été classé à titre immeuble, inclus dans l'arrêté de protection de la chapelle daté du 27 décembre 1913. D'autres éléments ont également été protégés plus tardivement. Ce mobilier protégé concerne:
- les stalles, lambris de revêtement du chœur, chaire à prêcher en bois taillé du XVIIIe siècle (classé en 1913)[12]
- le mausolée de Ferdinand-François-Just de Rye classé à titre objet en 1910. La structure du mausolée et en marbres noir, blanc et rouge. Quatre lions en marbre blancs soutiennent la table. Un petit retable en marbre noir et rouge est agrémenté de diverses sculptures (femmes sculptées, armoiries, génie de marbre blanc). Le petit retable contient une inscription (en latin)[13],[14]  :

« Apprends, Bourgogne, combien de héros tu as perdus en un seul, combien de flambeaux tu as vus s'éteindre qui brillaient pour toi 
 Apprends, voyageur, à quoi tiennent les plus magnifiques choses qui disparaissent à jamais en un moment »

- deux tableaux d'un saint évêque et de saint Joseph, tous deux inscrits à titre objet en 1987[15],[16]

## Le parc
Le parc est situé au sud du séminaire, dans le fond du cirque de Consolation qui est  profondément creusé par le Lançot et ses deux affluents : le Tabourot et la Source Noire.
On y trouve en venant du séminaire :
- un jardin botanique avec les plantes médicinales (les simples) et les plantes décoratives ;
- un « arc de triomphe », vestige de l’ancienne porte de l’église, qui clôt le jardin et laisse un passage vers le parc ;
- le pont des tufs, construit comme son nom l’indique avec des pierres de tuf ;
- la grotte de Notre-Dame de Lourdes, construite par l’abbé Guyot en 1888 dans une anfractuosité où aurait vécu un ermite précédemment ;
- plusieurs cascades dont celle du Lançot de 46 m de hauteur tout au fond de la reculée.

Grâce à ses nombreux sentiers de randonnée, c’est aujourd’hui un lieu de promenade très recherché surtout lors des fortes chaleurs car la profondeur des vallées et la présence de l’eau apportent une certaine fraicheur.

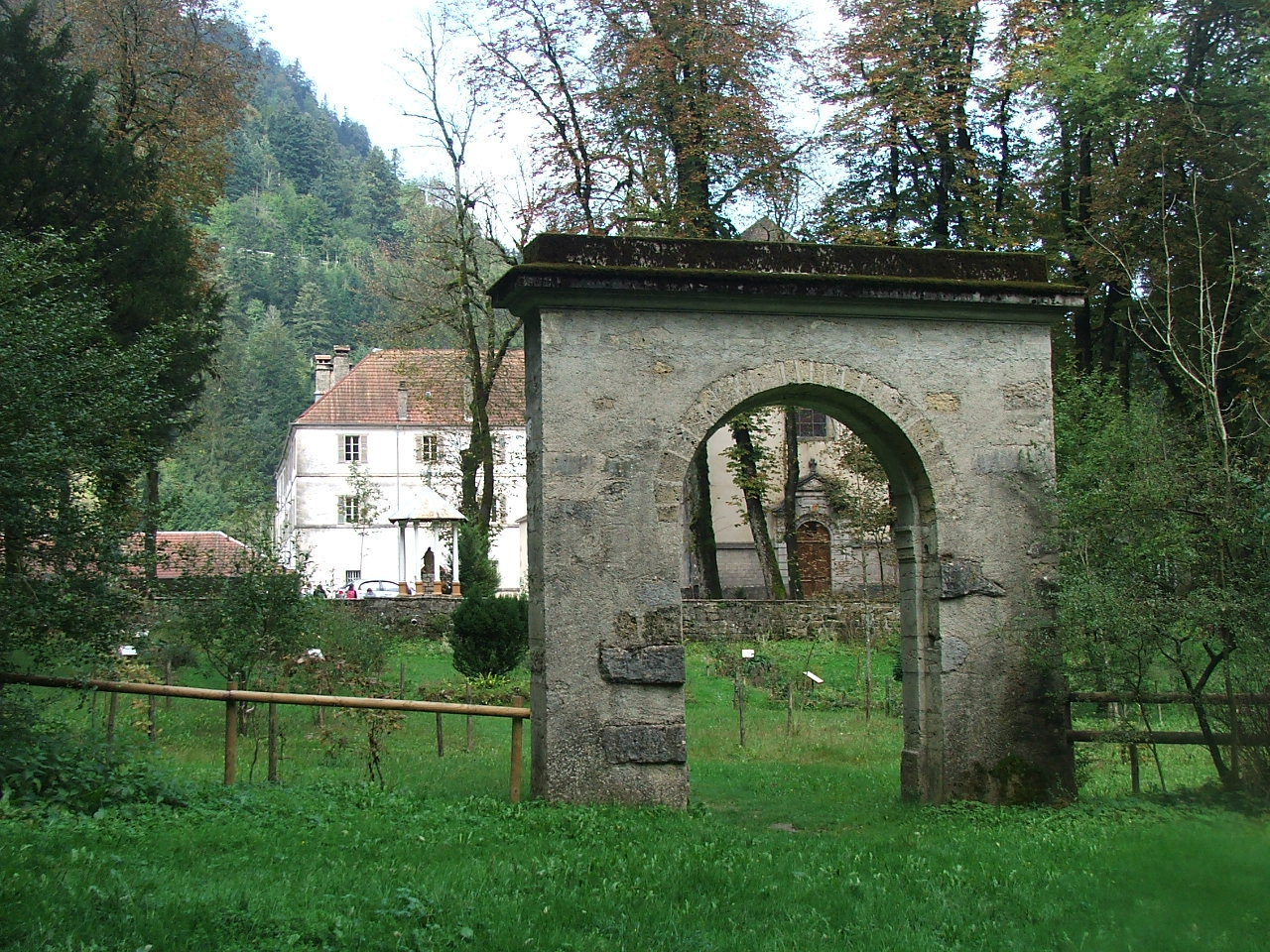
"L'arc de triomphe".
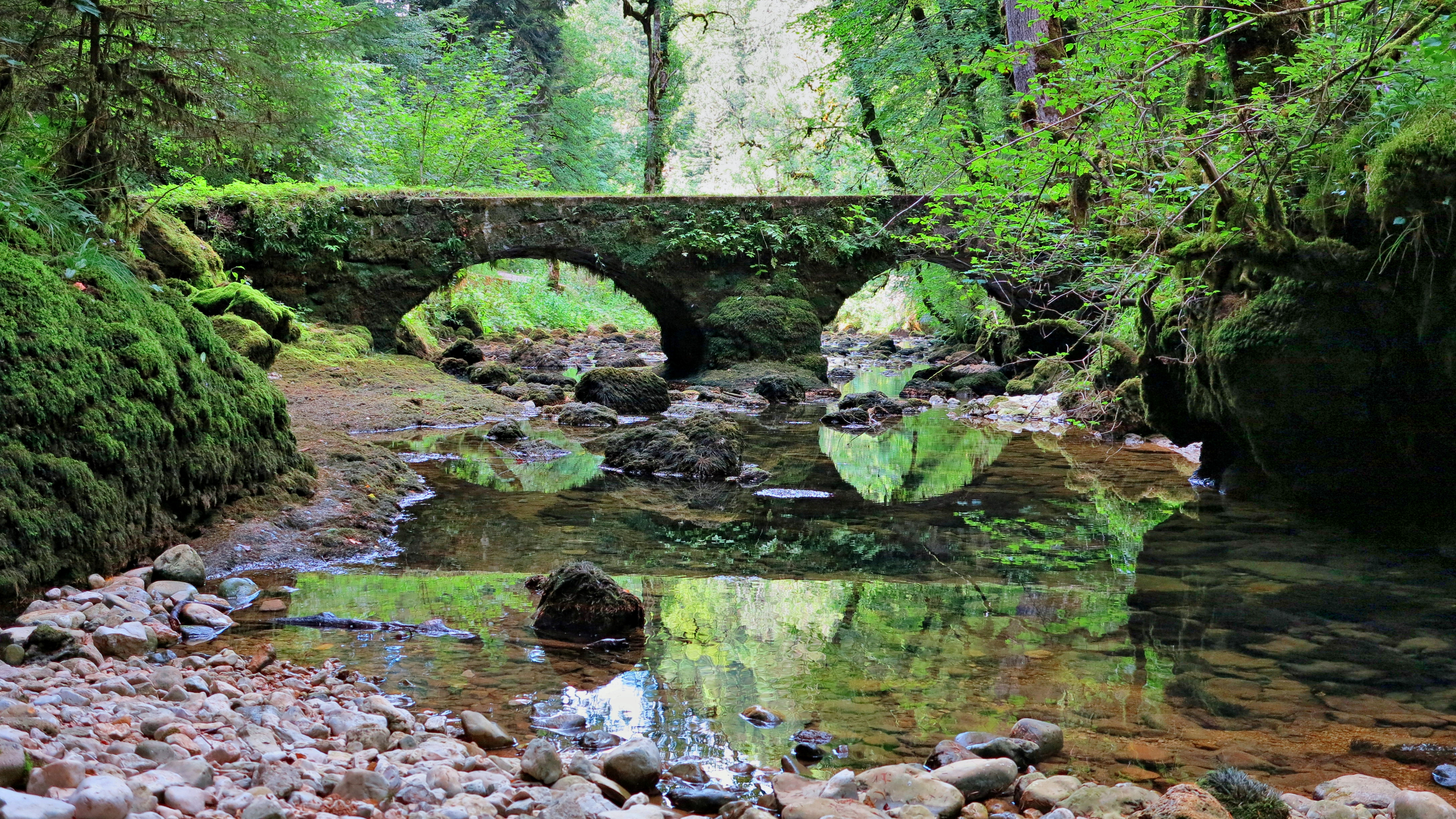
Le pont des tufs sur le Lançot.
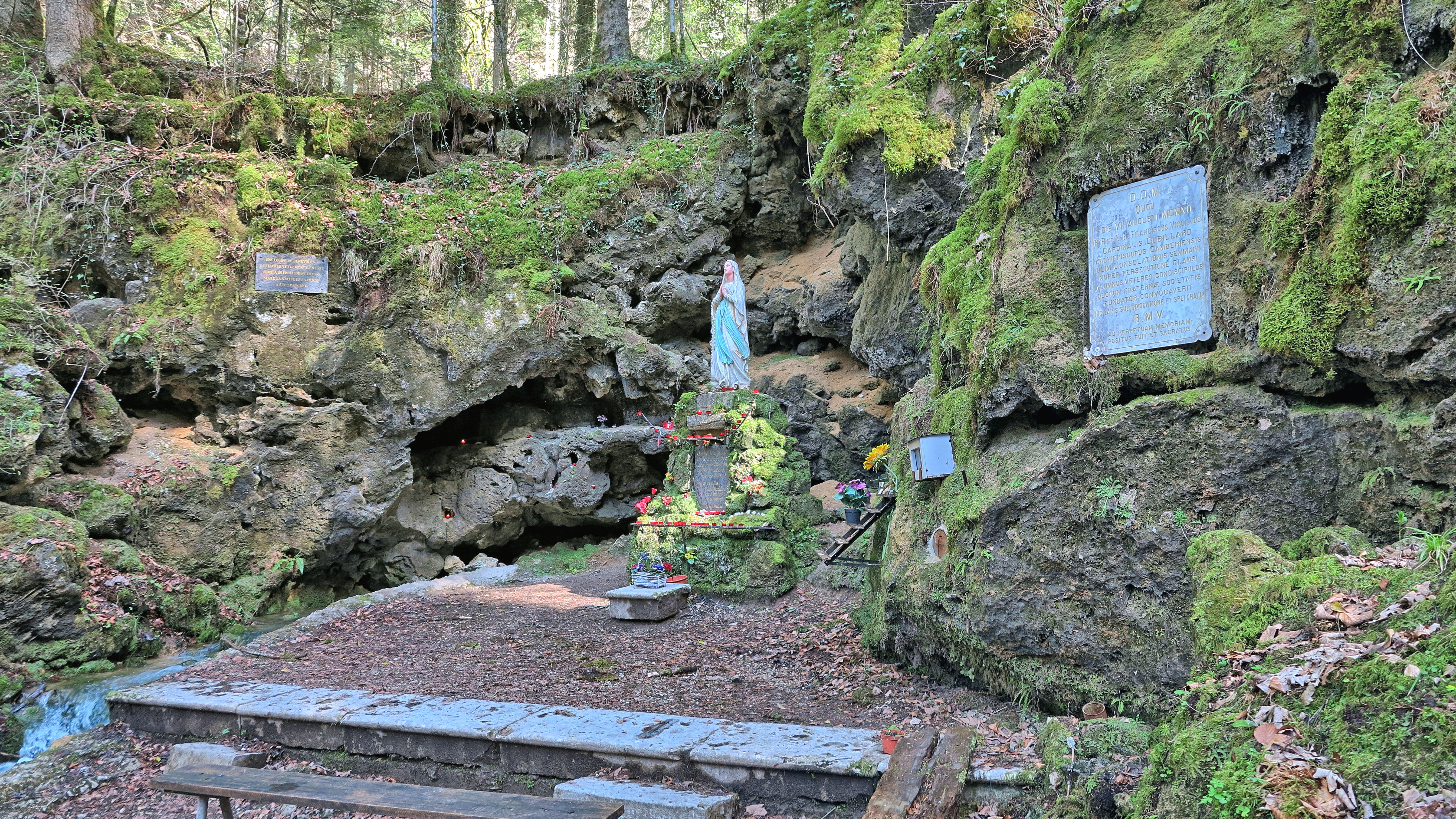
La grotte de Notre-Dame de Lourdes.
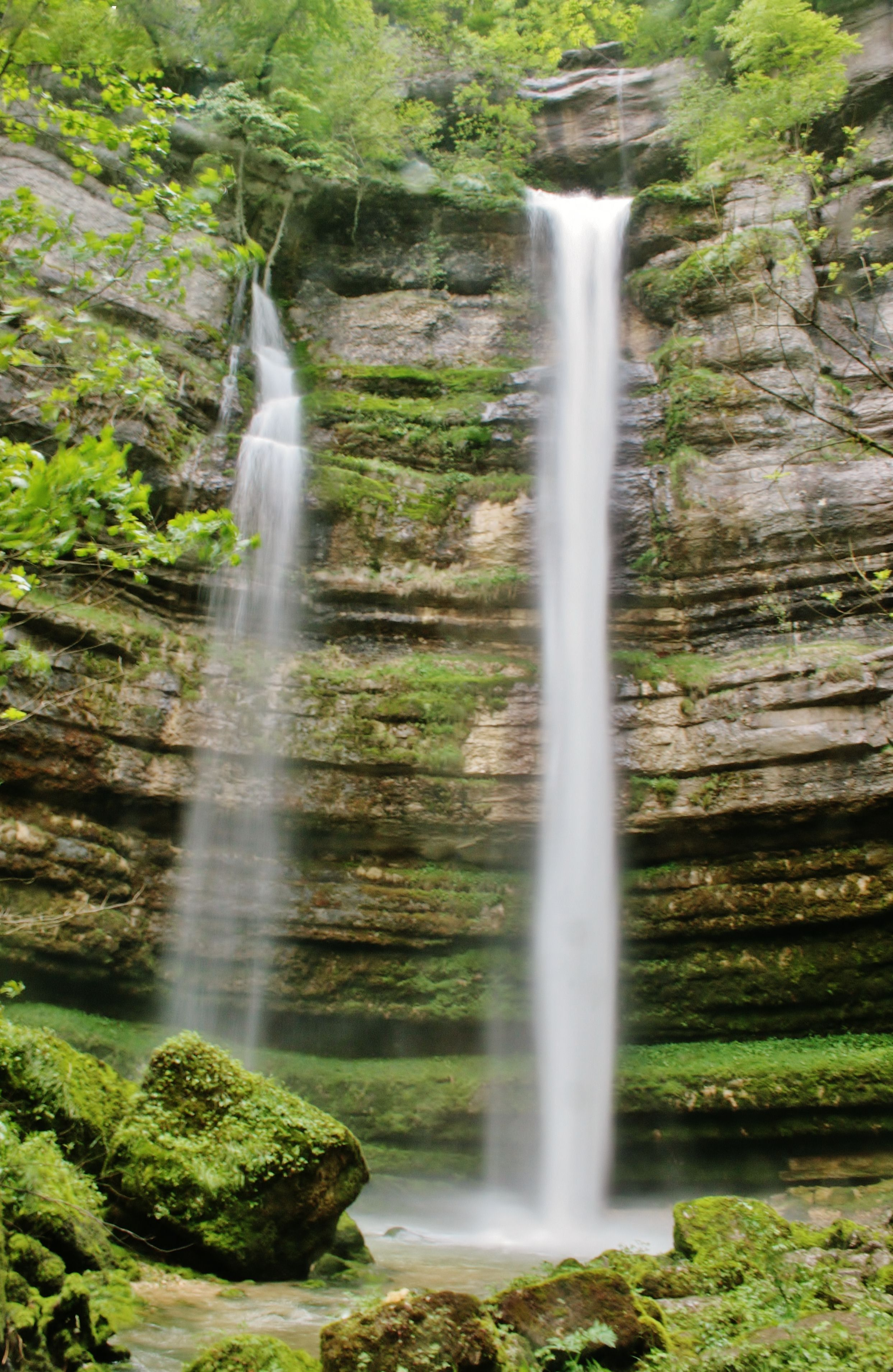
La cascade du Lançot.
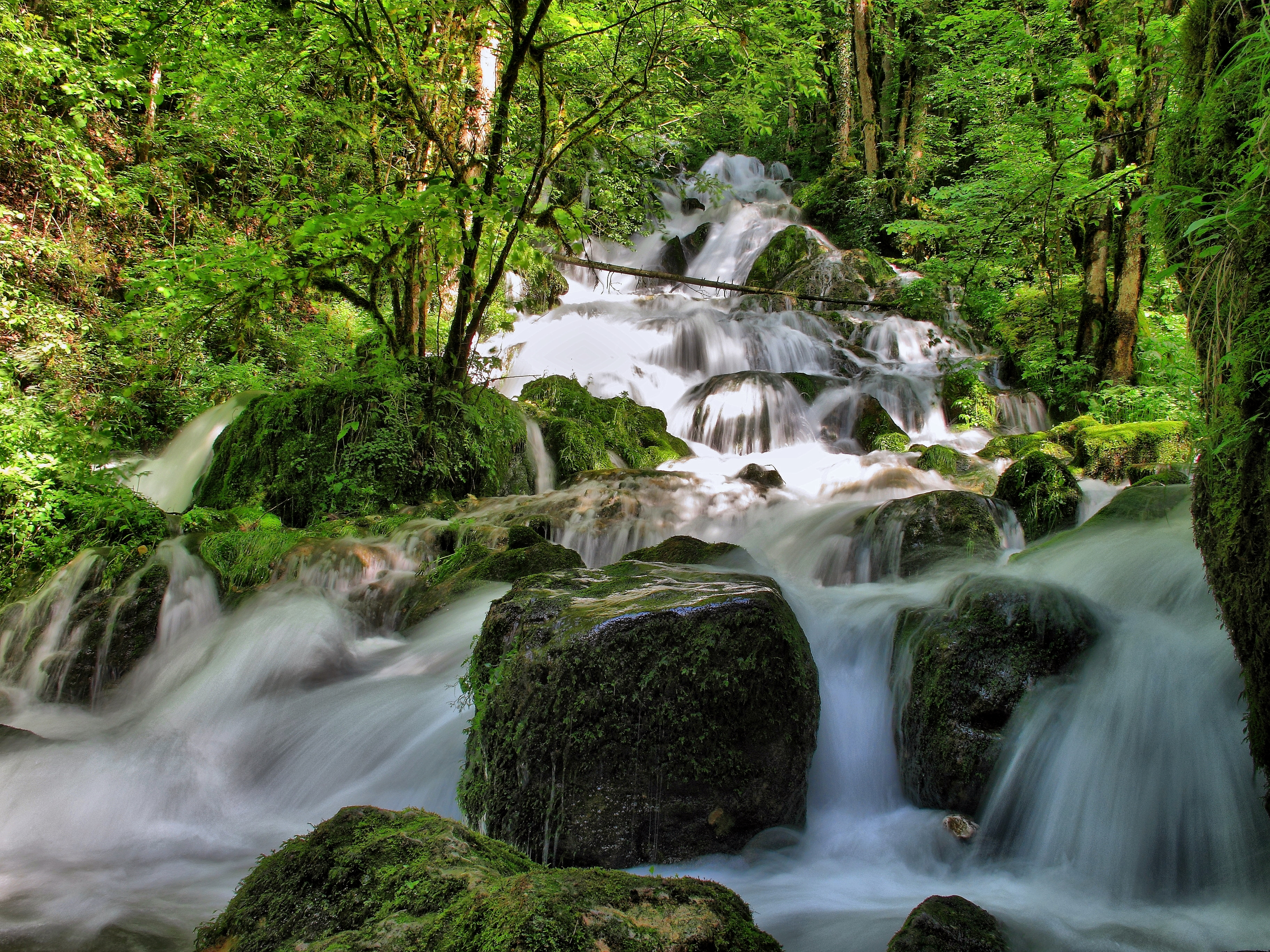
Bas de la cascade du Tabourot.